# Hwang Dong-hyuk
Hwang Dong-hyuk (kor. 황동혁; 26 maja 1971 w Seulu) – południowokoreański reżyser, producent filmowy i scenarzysta. Najbardziej rozpoznawalny ze stworzenia serialu Squid Game.

## Życiorys
Dong-hyuk wychowywał się w dzielnicy Ssangmun-dong w Seulu. Po ukończeniu studiów licencjackich na Narodowym Uniwersytecie Seulskim, przeprowadził się do Los Angeles gdzie ukończył studia filmowe na Uniwersytecie Południowej Kalifornii.
Zadebiutował w 2000 wydając dwa filmy krótkometrażowe Heaven & Hell i Desperation. W 2011 zyskał szerszą rozpoznawalność produkując film Silenced.
W latach 2008−2009 pracował nad scenariuszem do Squid Game który miał ukazać się wówczas jako film, lecz porzucił ten projekt ze względu na rozwój innych produkcji oraz jak stwierdził: „niektórzy uważali, że film jest zbyt skomplikowany i nie ma szans na komercyjny sukces. Nie udało mi się zebrać wystarczających środków na produkcję, a szukanie obsady też nie było łatwe. Próbowałem zrealizować ten projekt przez rok, ale w końcu musiałem się poddać”. W 2018 zwrócił się do Netflixa ze scenariuszem filmu fabularnego Squid Game, jednak ostatecznie Minyoung Kim, szefowa ds. treści Netflixa w Azji stwierdziła, że film powinien zostać przekształcony w serial. Dziewięcioodcinkowy serial miał swoją premierę 17 września 2021 roku na platformie Netflix.